# Conde de Calhariz
Conde de Calhariz é um título nobiliárquico criado por D. João VI de Portugal, por Decreto de 2 de Outubro e Carta de 23 de Novembro de 1823, a favor de D. Alexandre Domingos António Maria de Sousa e Holstein.
Titulares
1. D. Alexandre Domingos António Maria de Sousa e Holstein, 1.º Conde de Calhariz;
2. D. Domingos António Maria Pedro de Sousa e Holstein, 2.º Conde de Calhariz, 1.º Marquês do Faial, 2.º Duque de Palmela;
3. D. Maria Luísa de Sousa Holstein, 3.ª Condessa de Calhariz, 3.ª Duquesa de Palmela, 2.ª Marquesa do Faial;
4. D. Helena Maria Domingas de Sousa Holstein, 4.ª Condessa de Calhariz, 4.ª Duquesa de Palmela, 3.ª Marquesa do Faial.

Após a Implantação da República Portuguesa, e com o fim do sistema nobiliárquico, usaram o título: 
1. D. António Maria da Assunção José Francisco de Paula Vicente João Gabriel Deodato de Sousa e Holstein Beck, 5.º Conde de Calhariz, 4.º Marquês do Faial;
2. D. Luís Maria da Assunção de Sousa e Holstein Beck, 6.º Conde de Calhariz, 6.º Duque de Palmela, 5.º Marquês do Faial;
3. D. Pedro Domingos de Sousa e Holstein Beck, 7.º Conde de Calhariz, 7.º Duque de Palmela, 6.º Marquês do Faial, 4.º Marquês de Sousa Holstein.
4. D. Pedro Dundas de Sousa e Holstein Beck, 7.º Marquês do Faial e 8.º Conde de Calhariz.[2]